# حلومر
الحلو مر أيضاً ينطق (الحلو مر) أو (الآبريه) مشروب شعبي سوداني، يُشرب عادة في شهر رمضان ويصنع من الذرة النابتة (خاصة من نوع الفتريتة وهي نوع من الذرة تعطي اللون الأحمر عند طحنها. يتم تزريعها وطحنها ومن ثم تخميرها). تنفرد مائدة إفطار شهر رمضان في السودان بأصناف الطعام والشراب المميزة، وعلى الرغم من أن الكثير من التقاليد الراسخة في تراث الشعب السوداني اختفت نتيجة للمتغيرات العصرية المتلاحقة ، إلا أن المائدة الرمضانية ما تزال تكافح لتحافظ على سماتها العامة التقليدية بأكلات ومشاريب شعبية أصبحت متوارثة عبر القرون مثل الحلو مر ملك هذه المائدة كما يحلو للسودانيين تسميته، إعداده يمر بطقوس فريدة ويبدأ التحضير لها منذ شهور قبل حلول الشهر.
مشروب «الحلو مر» التقليدي معقد في طريقة تصنيعه، ويحتاج لكميات كبيرة من السكر للحصول على الطعم المطلوب وهو في أساسه خليط من الذرة المخمرة والبهارات وبعض الأعشاب.

## أصل التسمية
يعرف الحلو مر بهذا الاسم لتفرده عن جميع مشروبات العالم الباردة والساخنة معا بجمعه الطعم الحلو والمر في مشروب واحد.

## المكونات
عيش (ذرة نابتة) زريعة والنصف الثاني يطحن، غرنجال عود (عرق) احمر، كمون، حلبة، والبلح في بعض المناطق في السودان عرديب،  كركدى.

## كيف يصنع الحلو مر

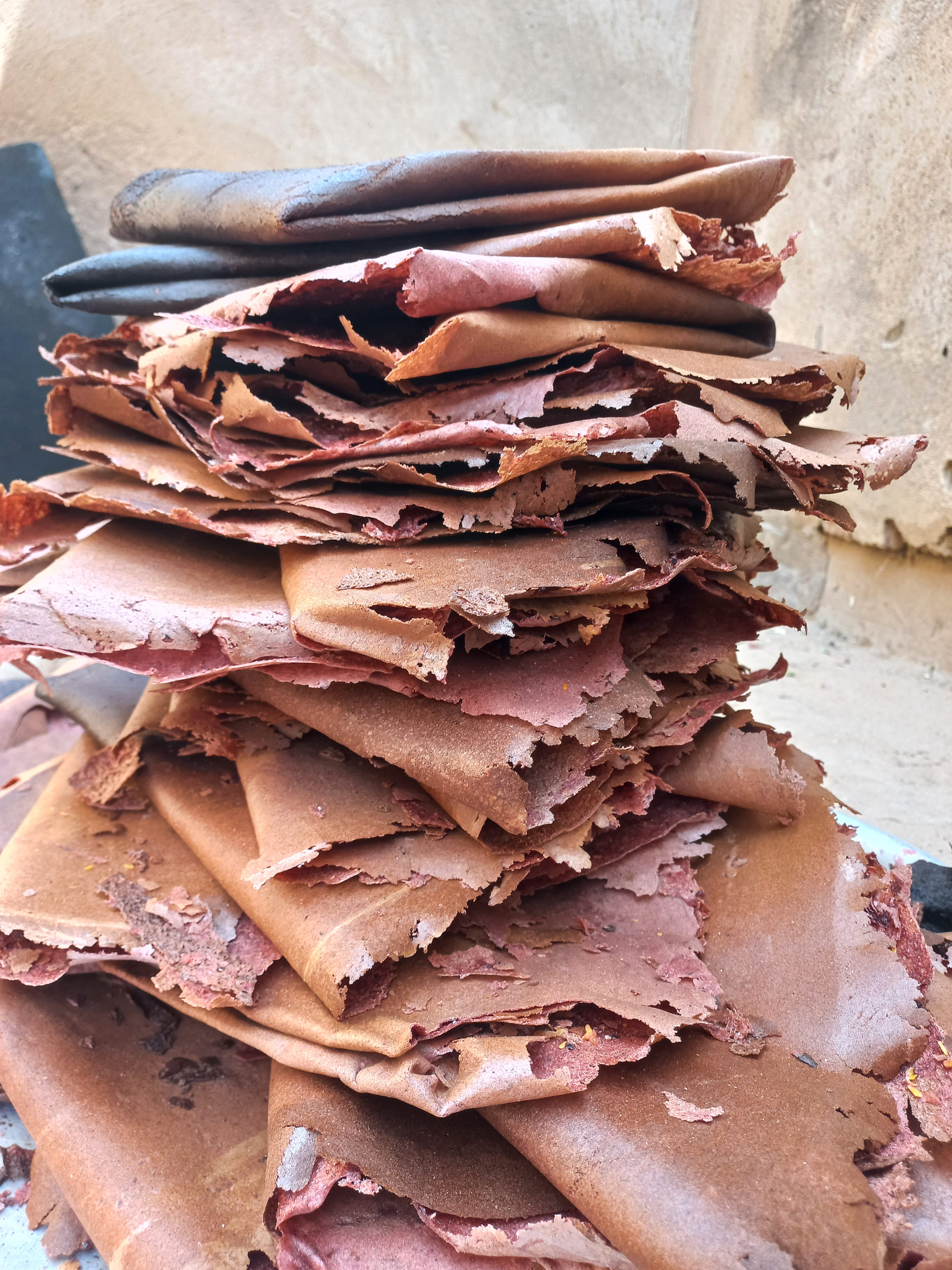
الابري بعد العواسه

يحتاج إعداد المشروب المميز لعدة أيام حيث تبدأ النسوة التحضير لإعداده قبل شهر أو شهرين من حلول رمضان وتوضع الذرة على الخيش وترش بالماء لعدة أيام حتى تنبت ويخرج منها الزرع وتسمى هذه العملية محلياً ب «الزريعة» ويقص الزرع بعد ذلك ويرمى، بينما تؤخذ الذرة النابتة وتجفف وتطحن وتطبخ في النار وتوضع معها البهارات.
وبعد ذلك تشكل على شكل أقراص في صاج على نار قوية وتسمى هذه المرحلة ب «العواسة». وبعد ذلك تقوم النساء بتجفيف تلك الأقراص وتحفظ.
عندما يبدأ الشهر الفضيل تنقع تلك الاقراص  في ماء وتصفى ويسمى محلولها «الحلو مر» على أن يحلى بالسكر ويشرب بارداً.

## صور توضح طريقة عمله

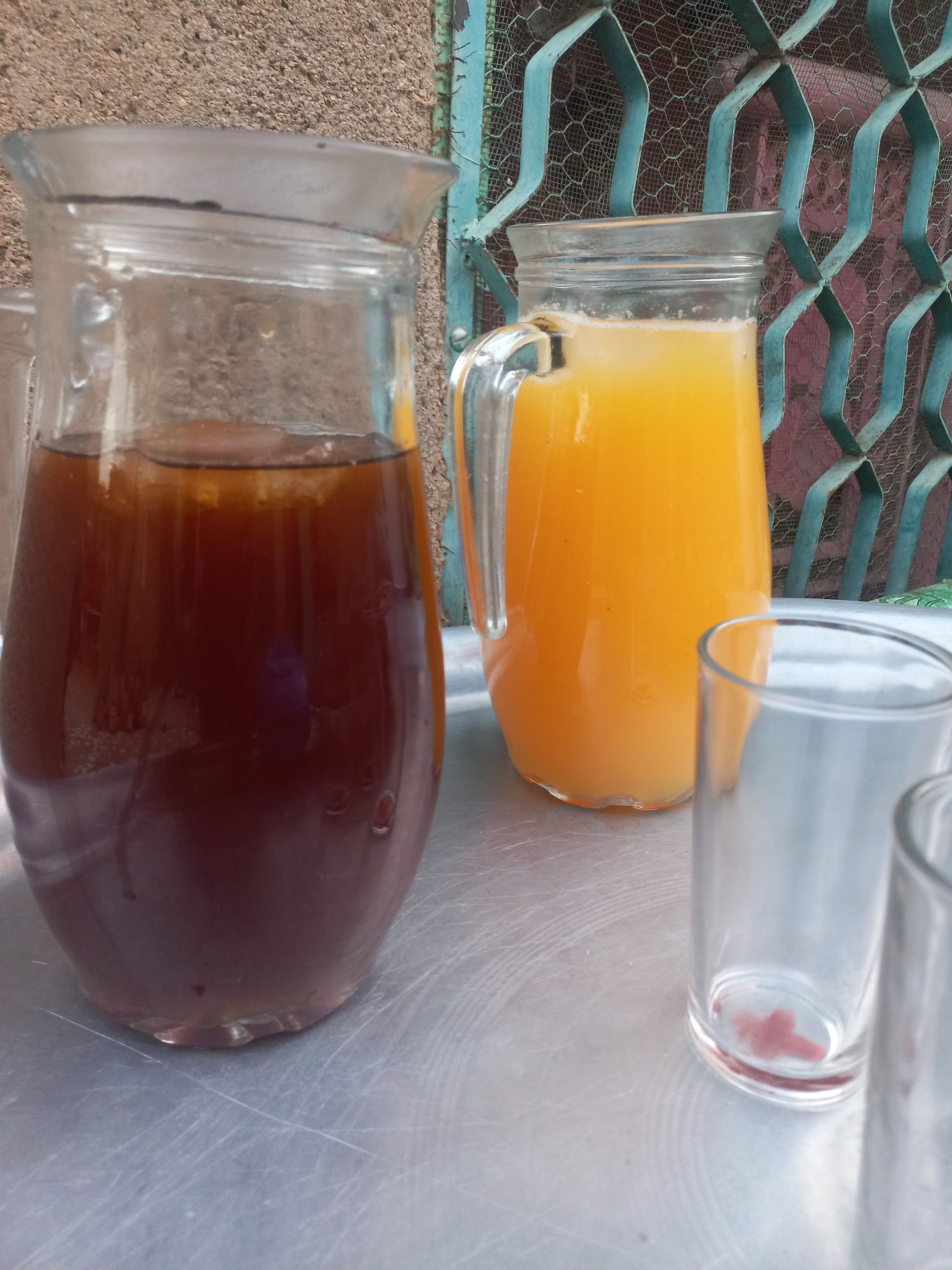
عصير الحلو مر (الابري) وهو جاهز للشرب

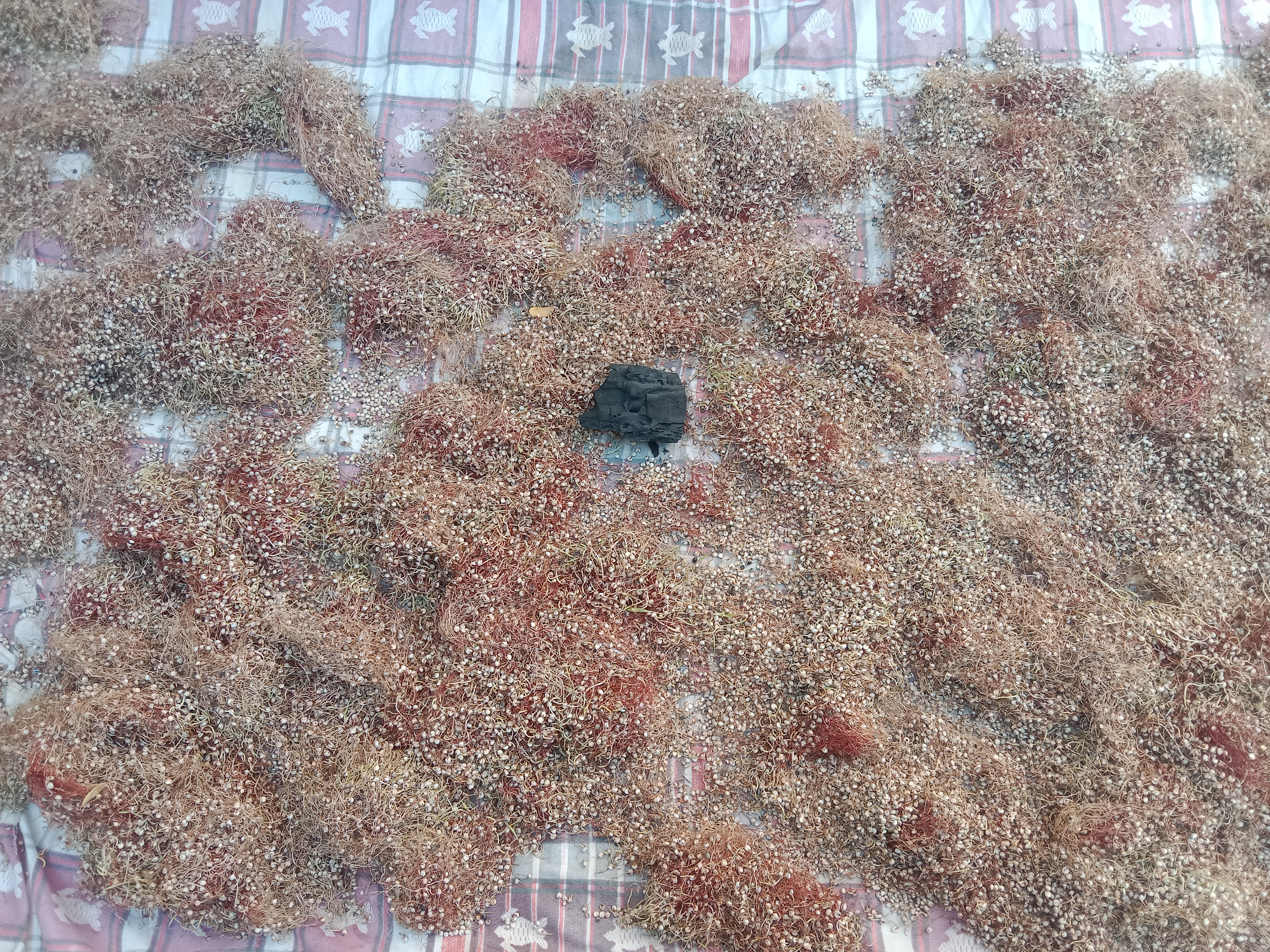
الزريعة
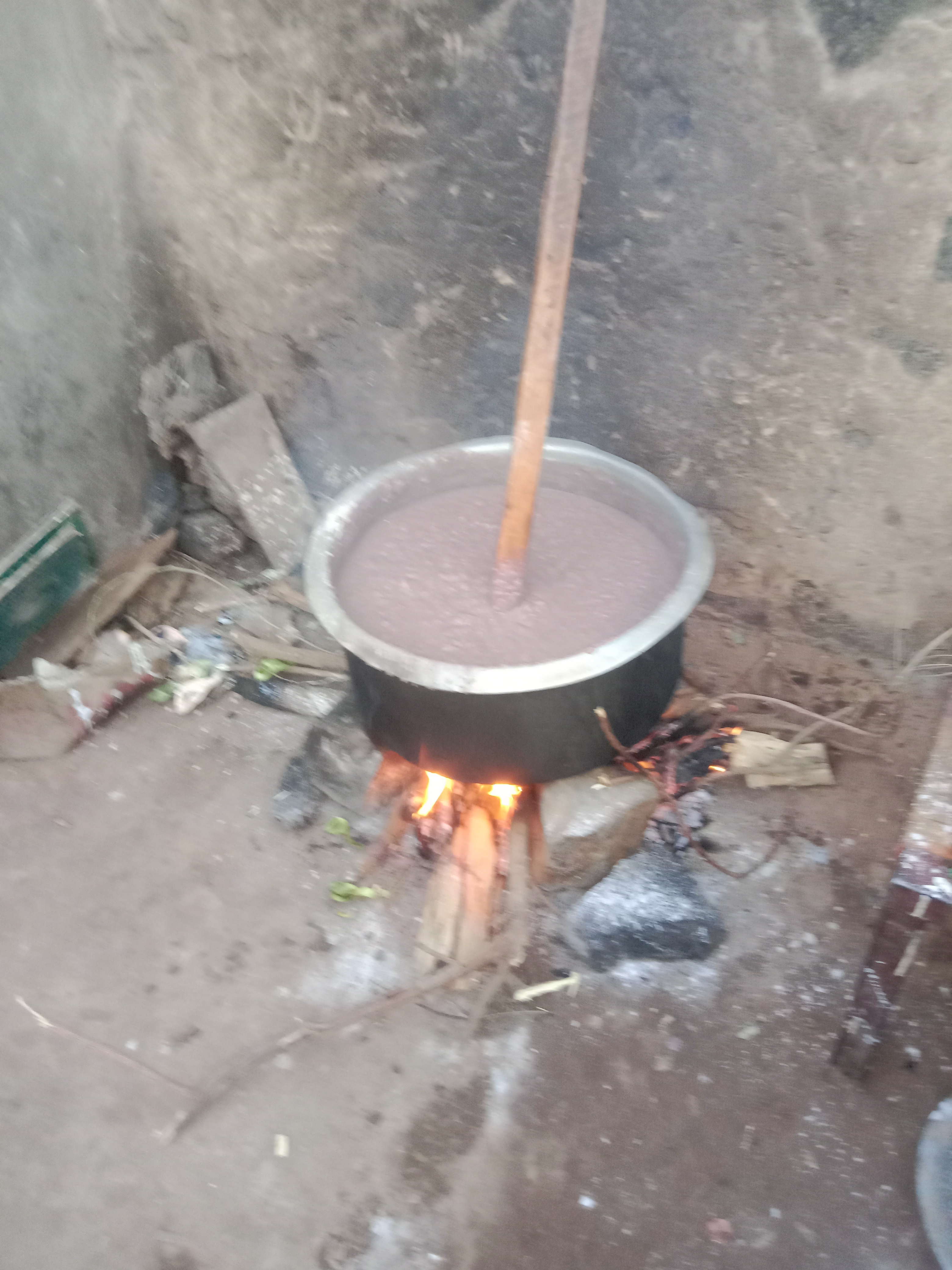
تحضير_الآبري_السوداني
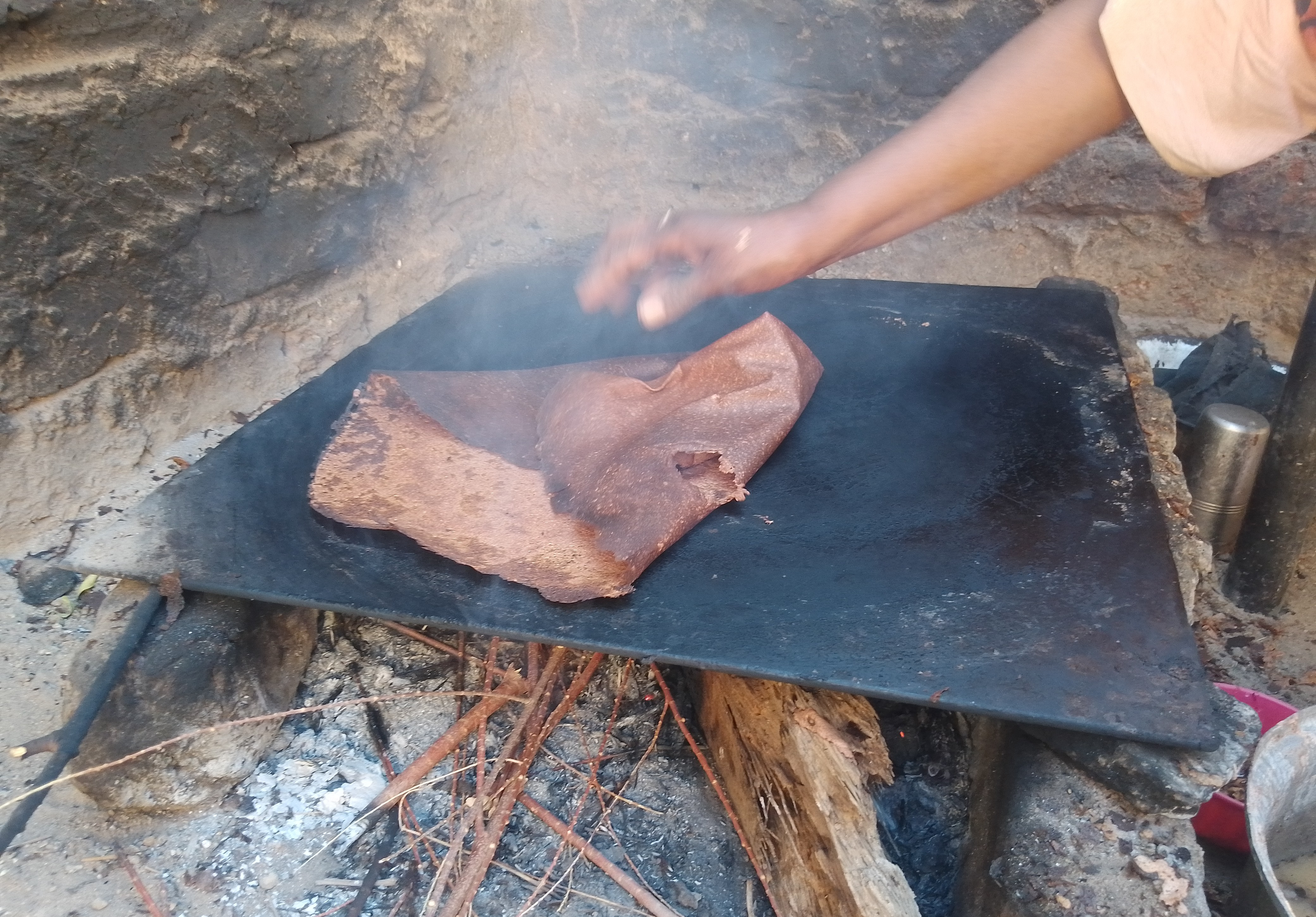
الآبري في صاج العواسة
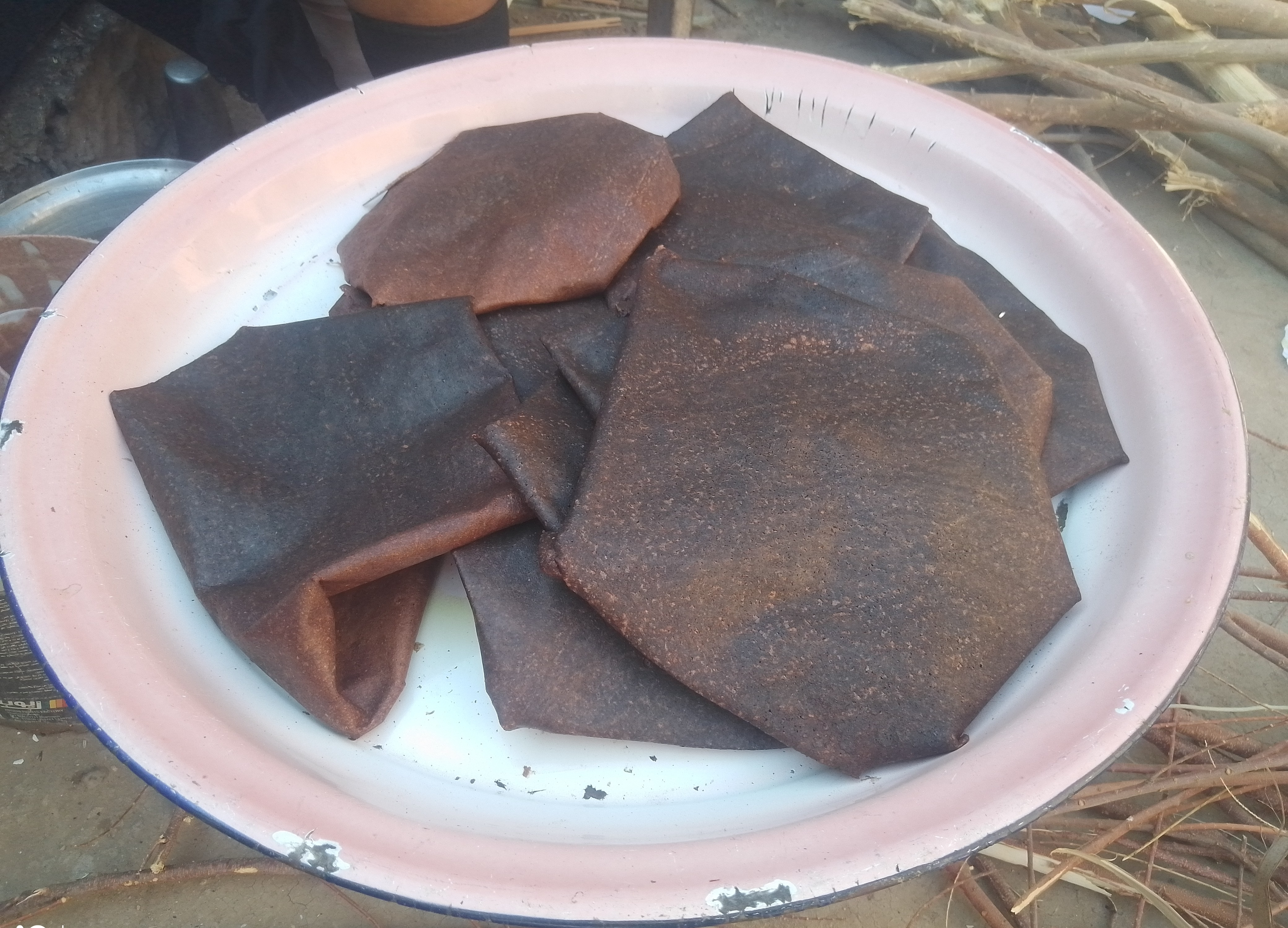
الحلومر/الآبري
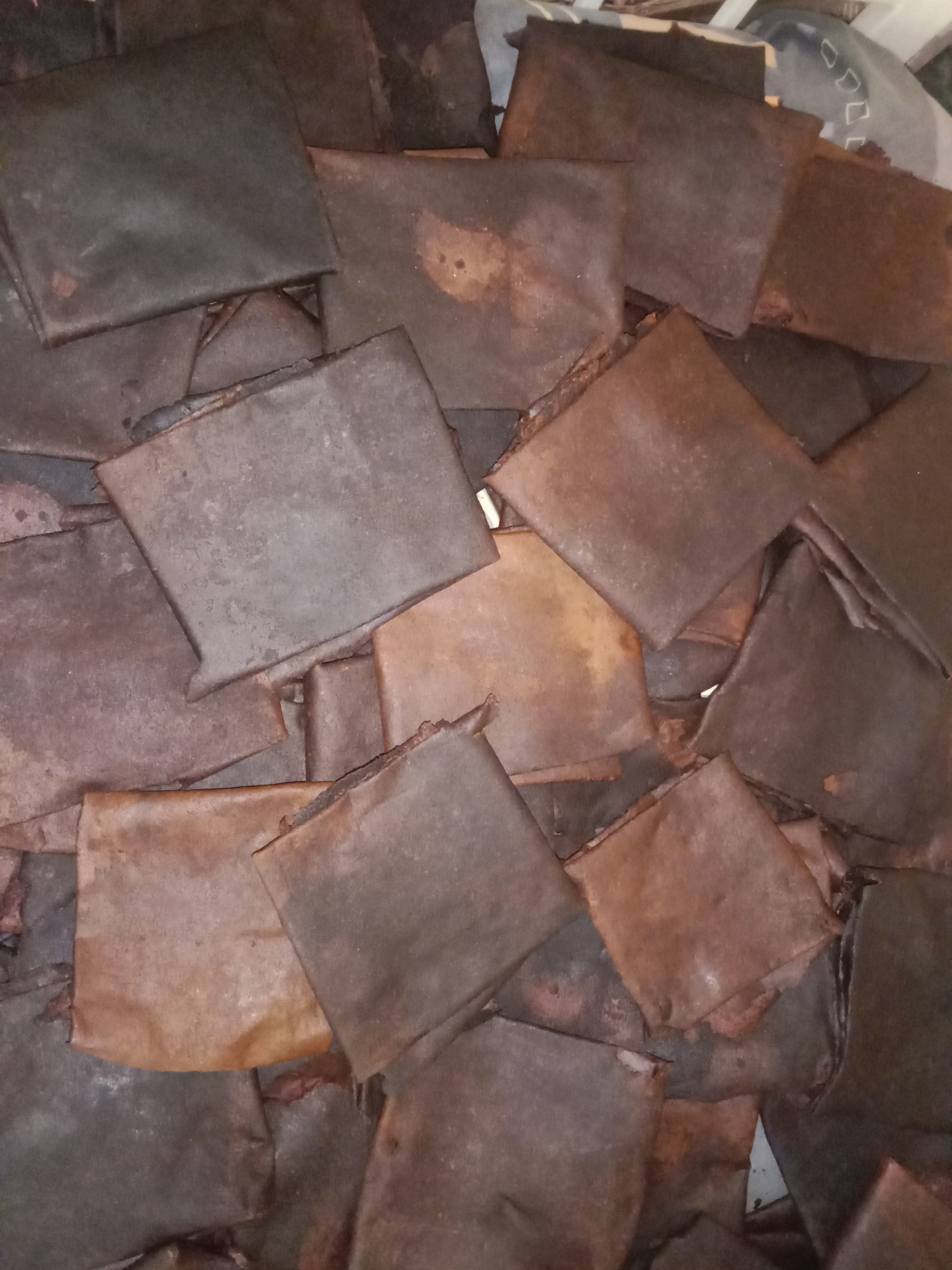
الحلومر السوداني